# Manduca extrema
Manduca extrema är en fjärilsart som beskrevs av Gehlen. 1926. Manduca extrema ingår i släktet Manduca och familjen svärmare. Inga underarter finns listade i Catalogue of Life.